# 유나이티드 항공의 운항 노선
2020년 6월을 기준으로,
유나이티드 항공은 다음과 같이 운항하고 있다.

## 운항 노선

### 아시아

#### 동아시아
- 대한민국
  - 서울 – 인천국제공항
- 중화인민공화국
  - 베이징 – 베이징 수도 국제공항[2]
  - 상하이 – 상하이 푸둥 국제공항[2]
  - 청두 – 청두 솽류 국제공항
- 홍콩
  - 홍콩 – 홍콩 첵랍콕 국제공항
- 일본
  - 도쿄
    - 나리타 국제공항
    - 하네다 국제공항

  - 나고야 – 주부 센토레아 국제공항
  - 오사카 – 간사이 국제공항
  - 후쿠오카 – 후쿠오카 공항
- 중화민국
  - 타이베이 – 타이완 타오위안 국제공항

#### 동남아시아
- 싱가포르
  - 싱가포르 - 싱가포르 창이 국제공항
- 필리핀
  - 마닐라 – 니노이 아키노 국제공항

#### 남아시아
- 인도
  - 델리 – 인디라 간디 국제공항
  - 뭄바이 – 차트라파티 시바지 국제공항

#### 서남아시아
- 아랍에미리트
  - 두바이 – 두바이 국제공항 - (2023년 3월 25일 재취항)[3]
- 이스라엘
  - 텔아비브 – 벤구리온 국제공항

### 아프리카

#### 서아프리카
- 남아프리카 공화국
  - 케이프타운 - 케이프타운 국제공항 계절편

### 유럽

#### 서유럽
- 영국
  - 런던 – 런던 히드로 국제공항
  - 글래스고 – 글래스고 공항
  - 멘체스터 – 멘체스터 공항
  - 버밍엄 – 버밍엄 공항
  - 에든버러 – 에든버러 공항
- 프랑스
  - 파리 – 파리 샤를 드 골 국제공항
  - 니스 - 니스 코트다쥐르 공항 계절편
- 독일
  - 베를린 - 베를린 테겔 국제공항
  - 뮌헨 – 뮌헨 국제공항
  - 프랑크푸르트 – 프랑크푸르트 국제공항
- 네덜란드
  - 암스테르담 – 암스테르담 스키폴 국제공항
- 벨기에
  - 브뤼셀 - 브뤼셀 공항
- 아일랜드
  - 더블린 – 더블린 공항
  - 섀넌 – 섀넌 공항 계절편

#### 중유럽
- 스위스
  - 제네바 – 제네바 국제공항
  - 취리히 - 취리히 국제공항

#### 남유럽
- 그리스
  - 아테네 - 아테네 국제공항 계절편
- 스페인
  - 마드리드 – 마드리드 바라하스 국제공항
  - 바르셀로나 – 바르셀로나 엘프라트 국제공항
- 이탈리아
  - 로마 – 레오나르도 다 빈치 국제공항
  - 나폴리 – 나폴리 국제공항 계절편
  - 밀라노 – 밀라노 말펜사 국제공항
  - 베니스 - 베니스 마르코 폴로 국제공항 계절편
  - 팔레르모 - 팔코네 보르셀리노 국제공항 계절편
- 포르투갈
  - 리스본 – 리스본 포르텔라 국제공항
  - 포르토 – 포르토 공항 계절편

#### 동유럽
- 체코
  - 프라하 – 프라하 바츨라프 하벨 국제공항 계절편

#### 북유럽
- 노르웨이
  - 오슬로 – 오슬로 가르데르모엔 국제공항 계절편
- 스웨덴
  - 스톡홀름 – 스톡홀름 알란다 국제공항 계절편
- 아이슬란드
  - 레이캬비크 – 케플라비크 국제공항 계절편

### 아메리카

#### 북아메리카
- 미국
  - 워싱턴 D.C.
    - 워싱턴 덜레스 국제공항 허브
    - 로널드 레이건 워싱턴 내서널 공항

  - 네바다주
    - 라스베이거스 – 매케런 국제공항
    - 리노 – 리노 타호 국제공항

  - 네브래스카주
    - 오마하 – 엠프리 필드 공항

  - 뉴멕시코주
    - 앨버커키 – 앨버커키 인터내셔널 썬포트

  - 뉴욕주
    - 올버니 – 올버니 국제공항
    - 버팔로 – 버팔로 나이라가라 국제공항
    - 뉴욕 - 라과디아 공항
    - 로체스터 – 그레이트 로체스터 국제공항

  - 뉴저지주
    - 뉴어크 – 뉴어크 리버티 국제공항 허브

  - 사우스다코타주
    - 래피드시티 – 리피트 시티 리저널 공항 '계절편
    - 수폴스 – 수폴스 리저널 공항

  - 로드아일랜드주
    - 프로비던스 – T. F. 그린 공항

  - 루이지애나주
    - 뉴올리언스 – 뉴올리언스 루이 암스트롱 국제공항

  - 메릴랜드주
    - 볼티모어 – 볼티모어 워싱턴 국제공항

  - 매사추세츠주
    - 보스턴 – 로건 국제공항

  - 몬태나주
    - 빌링스 – 빌딩스 로건 국제공항
    - 보즈맨 – 갤레틴 필드 공항 계절편

  - 미네소타주
    - 미니애폴리스/세인트폴 – 미니애폴리스 세인트폴 국제공항

  - 미시간주
    - 디트로이트 – 디트로이트 메트로폴리탄 웨인 카운티 공항
    - 그랜드래피즈 – 제너럴 R. 포드 국제공항

  - 미주리주
    - 세인트 루이스 – 렘버트 세인트 루이스 국제공항
    - 캔자스 시티 – 캔자스 시티 국제공항

  - 버지니아주
    - 리치몬드 – 리치몬드 국제공항

  - 아이다호주
    - 아이다호 폴즈 – 아이다호 폴즈 공항
    - 보이시 – 보이시 공항

  - 아이오와주
    - 데스모인스 – 데스 모인스 국제공항

  - 알래스카주
    - 앵커리지 – 테드 스티븐스 앵커리지 국제공항

  - 애리조나주
    - 피닉스 – 피닉스 스카이 하버 국제공항
    - 투산 - 투산 국제공항 계절편

  - 오리건주
    - 포틀랜드 – 포틀랜드 국제공항

  - 오클라호마주
    - 툴사 – 툴사 국제공항
    - 오클라호마시티 – 윌 로건 월드 공항

  - 오하이오주
    - 클리블랜드 – 클리블랜드 홉킨슨 국제공항 허브
    - 콜럼버스 – 포트 콜럼버스 국제공항

  - 와이오밍주
    - 잭슨 – 잭슨 홀리 공항 계절편

  - 워싱턴주
    - 시애틀 – 시애틀 터코마 국제공항
    - 스포칸 – 스포칸 국제공항
    - 에버렛 - 페인 필드 - (2019년 3월 31일 신규취항)

  - 유타주
    - 솔트레이크시티 – 솔트레이크시티 국제공항

  - 인디애나주
    - 인디애나폴리스 – 인디애나폴리스 국제공항

  - 일리노이주
    - 시카고 – 오헤어 국제공항 허브

  - 조지아주
    - 애틀랜타 – 하츠필드 잭슨 애틀랜타 국제공항

  - 켄터키
    - 신시내티 – 신티내티 노던캔터키 국제공항

  - 노스캐롤라이나주
    - 샬럿 – 샬럿 더글러스 국제공항
    - 롤리 – 롤리 더럼 공항

  - 캔자스주
    - 위치타 – 미드 카운티 공항

  - 캘리포니아주
    - 로스앤젤레스 – 로스앤젤레스 국제공항 허브
    - 샌프란시스코 – 샌프란시스코 국제공항 허브
    - 산호세 - 산호세 국제공항
    - 새크라멘토 – 새크라멘토 국제공항
    - 샌디에고 – 샌디에고 국제공항
    - 오렌지 카운티 - 존 웨인 공항
    - 오클랜드 – 오클랜드 국제공항
    - 온타리오 – 온타리오 국제공항
    - 팜스프링스 – 팜스프링스 국제공항 계절편

  - 코네티컷주
    - 하트퍼드/스프링필드 – 브래들리 국제공항

  - 콜로라도주
    - 덴버 – 덴버 국제공항 허브
    - 몬트로즈/텔라이드 – 몬트로즈 리저널 공항 계절편
    - 베일 – 이글 카운티 공항 계절편

  - 텍사스주
    - 휴스턴 – 조지 부시 인터콘티넨털 공항 메인 허브
    - 댈러스 – 댈러스 포트워스 국제공항
    - 맥알린 – 맥알린 미들 국제공항
    - 샌안토니오 – 샌안토니오 국제공항
    - 엘파소 – 엘파소 국제공항
    - 오스틴 – 오스틴 베그스트롬 국제공항

  - 펜실베이니아주
    - 피츠버그 – 피츠버그 국제공항
    - 필라델피아 – 필라델피아 국제공항
    - 해리슨버그 – 해리슨버그 국제공항

  - 플로리다주
    - 마이애미 – 마이애미 국제공항
    - 웨스트팜비치 – 팜비치 국제공항
    - 올랜도 – 올랜도 국제공항
    - 잭슨빌 – 잭슨빌 국제공항
    - 탬파 – 탬파 국제공항
    - 포트로더데일 – 포트로더데일 할리우드 국제공항
    - 포트마이어스 – 사우스 웨스트 플로리다 국제공항

  - 하와이주
    - 호놀룰루 – 대니얼 K. 이노우에 국제공항
    - 와이메아 – 와이메아-코할라 공항
    - 우폴루 – 우폴루 공항
    - 코나 – 코나 국제공항
- 캐나다
  - 밴쿠버 – 밴쿠버 국제공항
  - 에드먼턴 – 에드먼턴 국제공항
  - 캘거리 – 캘거리 국제공항
  - 토론토 – 토론토 피어슨 국제공항
- 멕시코
  - 멕시코시티 - 멕시코시티 국제공항
  - 과달라하라 – 과달라하라 국제공항
  - 레온 – 델 바지오 국제공항
  - 메리다 – 마뉴엘 크레센치오 레종 국제공항
  - 익스타파 – 익스타파 지후아테네 국제공항 계절편
  - 캉쿤 – 캉쿤 국제공항
  - 코스멜 – 코스멜 국제공항
  - 푸에르토바야르타 – 구스타보 디아스 오르다스 국제공항

#### 중앙아메리카
- 과테말라
  - 과테말라시티 - 라 오로라 국제공항
- 니카라과
  - 마나과 - 아우구스토 C. 산디노 국제공항
- 벨리즈
  - 벨리즈시티 - 필립 S. W. 골드슨 국제공항
- 엘살바도르
  - 산살바도르 - 쿠스 카틀란 국제공항
- 온두라스
  - 로엔텐 - 후안 마누엘 갈베스 국제공항
  - 산페드로술라 - 라몬 빌레다 모랄레스 국제공항
  - 테구시갈파 - 토콘틴 국제공항
- 코스타리카
  - 리베리아 - 다니엘 올드버 쿠토스 국제공항
  - 산호세 - 후안 산타 마리아 국제공항
- 파나마
  - 파나마시티 - 토쿠멘 국제공항

#### 남아메리카
- 브라질
  - 리우데자네이루 - 리우데자네이루 갈레앙 국제공항
  - 상파울루 - 상파울루 구아룰류스 국제공항
- 아르헨티나
  - 부에노스 아이레스 - 미니스토로 피스타리니 국제공항
- 에콰도르
  - 키토 - 마리스칼 수크레 국제공항
- 콜롬비아
  - 보고타 - 엘도라도 국제공항
- 칠레
  - 산티아고 - 코모도로 아르투로 메리노 베니테스 국제공항
- 페루
  - 리마 - 호르헤 차베스 국제공항

#### 카리브해
- 네덜란드령 보네르섬
  - 크랄렌데이크 - 플라밍고 국제공항
- 도미니카 공화국
  - 산티아고데로스카바예로스 - 시바오 국제공항
  - 산토도밍고 - 라스 아메리카 국제공항
  - 푸에르토 플라타 - 그레고리오 루페론 국제공항
  - 푼타카나 - 푼타카나 국제공항
- 바하마
  - 프리포트 - 그랜드 바하마 국제공항
  - 나소 - 린든 핀들링 국제공항
- 세인트루시아
  - 세인트루시아 - 헤와노라 국제공항
- 신트마르턴
  - 신트마르턴 - 프린세스 줄리아나 국제공항
- 아루바
  - 오라녜스타트 - 퀸 비어트릭스 국제공항
- 앤티가 바부다
  - 세인트존스 - VC 버드 국제공항
- 자메이카
  - 몬티 - 상스터 국제공항
- 케이맨 제도
  - 그랜드 케이먼 - 오웬 로버츠 국제공항
- 쿠바
  - 아바나 – 호세 마르티 국제공항
- 퀴라소
  - 빌렘스타트 - 퀴라소 국제공항 계절편
- 푸에르토리코
  - 산후안 - 루이스 무노즈 마린 국제공항

### 오세아니아

#### 오스트랄라시아
- 뉴질랜드
  - 오클랜드 - 오클랜드 국제공항
- 오스트레일리아
  - 멜버른 – 멜버른 공항
  - 시드니 – 시드니 공항

#### 미크로네시아
- 괌
  - 괌 – 앤토니오 B. 원 팻 국제공항 허브
- 마셜 제도
  - 마주로 – 마셜 제도 국제공항
  - 콰잘레인 환초 – 부츠 암 에어필드
- 미크로네시아 연방
  - 야프섬 – 야프 국제공항
  - 추크 제도 – 추크 국제공항
  - 코스라에섬 – 코스라에 국제공항
  - 폰페이섬 – 폰페이 국제공항
- 팔라우
  - 코로르 – 코로르 국제공항

## 단항 노선

### 아시아

#### 동아시아
- 중화인민공화국
  - 시안 - 시안 셴양 국제공항 계절편
  - 항저우 - 항저우 샤오산 국제공항
- 일본
  - 니가타 – 니가타 공항
  - 삿포로 – 신치토세 공항
  - 센다이 – 센다이 공항
  - 오카야마 – 오카야마 공항
  - 오키나와 – 나하 공항
  - 히로시마 – 히로시마 공항

#### 동남아시아
- 베트남
  - 호치민 시 - 떤선녓 국제공항
- 태국
  - 방콕 – 수완나품 국제공항

#### 서남아시아
- 바레인
  - 마나마 – 바레인 국제공항
- 아랍에미리트
  - 두바이 – 두바이 국제공항
- 카타르
  - 도하 – 도하 국제공항
  - 도하 – 하마드 국제공항
- 쿠웨이트
  - 쿠웨이트 시티 – 쿠웨이트 국제공항

### 아프리카

#### 서아프리카
- 가나
  - 아크라 – 코토카 국제공항
- 나이지리아
  - 라고스 - 무르탈라 모하메드 국제공항

### 유럽

#### 서유럽
- 영국
  - 뉴캐슬 - 뉴캐슬 공항
  - 벨파스트 – 벨파스트 공항
- 독일
  - 뒤셀도르프 – 뒤셀도르프 국제공항
  - 슈투트가르트 - 슈투트가르트 공항
  - 함부르크 – 함부르크 공항

#### 남유럽
- 튀르키예
  - 이스탄불 – 아타튀르크 국제공항

#### 동유럽
- 러시아
  - 모스크바 – 도모데도보 국제공항

#### 북유럽
- 덴마크
  - 코펜하겐 – 코펜하겐 카스트럽 국제공항

### 아메리카

#### 북아메리카
- 미국
  - 그린즈버러 - 피드몬트 트라이애드 국제공항
  - 노퍽 - 노퍽 국제공항
  - 뉴욕 - 존 F. 케네디 국제공항
  - 뉴포트 뉴스 - 뉴포트 뉴스/윌리엄스버그 국제공항
  - 데이턴 - 데이턴 국제공항
  - 루이즈빌 - 루이즈빌 국제공항
  - 머틀 비치 - 머틀 비치 국제공항
  - 멕알랜 - 맥알랜-밀러 국제공항
  - 엘 파소 - 엘 파소 국제공항
  - 오클랜드 - 오클랜드 국제공항
  - 온타리오 - 온타리오 국제공항
  - 시러큐스 - 시러큐스 행콕 국제공항
  - 시카고 - 시카고 미드웨이 국제공항
  - 신시내티 - 신시내티 국제공항
  - 찰스턴 - 찰스턴 국제공항
  - 털사 - 털사 국제공항
  - 투손 - 투손 국제공항
  - 패너마시티 - 노스웨스트 플로리다 비치 국제공항
  - 녹스빌 - 맥기 타이슨 공항
  - 래피드시티 - 래피드시티 공항
  - 맨체스터 - 맨체스터-보스턴 공항
  - 버뱅크 - 밥 호프 공항
  - 수폴스 - 수폴스 공항
  - 유진 - 유진 공항
  - 콜로라도 스프링스 - 콜로라도스프링스 공항
- 캐나다
  - 오타와 - 오타와 맥도널드 카르티에 국제공항
  - 몬트리올 - 몬트리올 피에르 엘리오트 트뤼도 국제공항
  - 세인트존스 - 세인트존스 국제공항
  - 핼리팩스 - 핼리팩스 국제공항
- 멕시코
  - 마사틀란 - 헤네랄 라파엘 부엘나 국제공항
  - 몬테레이 - 마리아노 에스코베도 국제공항
  - 아카풀코 – 후안 아벨즈 국제공항

#### 남아메리카
- 베네수엘라
  - 카라카스 - 시몬 볼리바르 국제공항
- 브라질
  - 벨루오리존치 - 탕크레두 네비스 국제공항
- 우루과이
  - 몬테비데오 - 카라스코 국제공항[4]

#### 카리브해
- 네덜란드령 앤틸리스 제도
  - 빌렘스타트 - 빌렘스타트 국제공항
- 아이티
  - 포르토프랭스 - 투생 루베르튀르 국제공항

### 오세아니아
- 오스트레일리아
  - 멜버른 - 멜버른 공항
  - 케언스 - 케언스공항